# Польська ліквідаційна комісія
Польська ліквідаційна комісія (пол. Polska Komisja Likwidacyjna Galicji i Śląska Cieszyńskiego) — представницький орган відроджуваної Польської держави в Королівстві Галичини та Володимирії (голова — Вінцентій Вітос, військ. командир — Болеслав Роя), створений 23 послами (депутатами) австрійського парламенту 28 жовтня 1918 у Кракові. 29 жовтня надіслала нотифікаційні листи до міністра-президента Австрії Г. Ламмаша і намісника Галичини генерал-полковника графа К. фон Гуйна, а також розпорядження до місцевих органів готуватися до перебрання влади. За планом Регентської ради (Варшава) і ПЛК князь В. Чарторийський мав 1 листопада у Львові перебрати владу від австрійського намісника К. фон Гуйна і стати генеральним комісаром Галичини, однак цьому завадив український політикум. Заходи ПЛК пришвидшили організацію Першолистопадового повстання українців у Львові та більшості галицьких міст (див. Листопадова національно-демократична революція в Галичині 1918) і проголошення Західноукраїнської Народної Республіки.
Галицька делегація Української національної ради (див. Українська національна рада ЗУНР) на чолі з К. Левицьким на засіданні 30 жовтня засудила дії ПЛК, яка «вдерлася в суверенні справи Української Держави, утвореної волею українського народу з усіх українських земель Австро-Угорщини». Водночас закликала державні інституції та місцеві органи влади не виконувати розпоряджень цієї комісії.
З 11 листопада 1918 ПЛК підпорядковувалася новоствореному польському урядові у Варшаві й була співорганізатором збройних формувань у Львові (командир Начальної команди — Ч. Мончинський), до яких увійшли представники Польської військової організації, Польських військових кадрів, Польського допомогового корпусу та ін. парамілітарних структур (загалом близько 6 тис. осіб). Згідно з декретом Начальника Польської держави Ю. -К. Пілсудського від 10 січня 1919 року ліквідована.